# Adam Matysek
Adam Matysek (ur. 19 lipca 1968 w Piekarach Śląskich) – polski piłkarz, występujący na pozycji bramkarza, reprezentant Polski, trener piłkarski oraz działacz sportowy.

## Kariera zawodnicza

### Kariera klubowa
Swoją karierę rozpoczynał w Zagłębiu Wałbrzych. Jeszcze jako junior przeszedł do Górnika Wałbrzych. Następnie wrócił do Zagłębia Wałbrzych, w którego szeregach rozgrywał znakomite spotkania. Został zauważony przez działaczy z Wrocławia i w trakcie sezonu 1988/1989 przeniósł się do Śląska Wrocław. W 1993 wyjechał do Niemiec, gdzie występował w Fortunie Kolonia, FC Gütersloh i Bayerze 04 Leverkusen. W 2001 wrócił do Polski i kontynuował karierę w Zagłębiu Lubin i w RKS Radomsko. W polskiej ekstraklasie rozegrał 136 spotkań. W 2003 roku zakończył karierę.

### Kariera reprezentacyjna
W reprezentacji kraju zadebiutował w meczu przeciwko drużynie Egiptu 3 grudnia 1991 (0:4). Pod koniec XX wieku był podstawowym bramkarzem reprezentacji Polski. W marcu 2001 roku bronił w spotkaniu eliminacyjnym do Mistrzostw Świata z Norwegią w Oslo. Mimo puszczonej bramki zaliczył wiele udanych interwencji i był jednym z bohaterów wygranego 3:2 spotkania. W 65. minucie meczu bramkarz doznał jednak kontuzji barku, która zaważyła na jego dalszej karierze. Po powrocie do zdrowia nie powrócił już do dawnej formy, w kadrze zagrał jeszcze tylko w dwóch spotkaniach. Znalazł się także w kadrze na MŚ w Korei i Japonii (2002), nie wystąpił jednak jako jedyny zawodnik z 23-osobowego zespołu w żadnym ze spotkań mundialu. Ogółem w barwach narodowych wystąpił w 34 spotkaniach, wpuszczając 25 bramek i nie zdobywając żadnej.
| Rok  | Reprezentacja | Mecze | Gole |
| ---- | ------------- | ----- | ---- |
| 1991 | Polska        | 3     | 0    |
| 1992 | Polska        | 3     | 0    |
| 1993 | Polska        | 7     | 0    |
| 1994 | Polska        | 0     | 0    |
| 1995 | Polska        | 0     | 0    |
| 1996 | Polska        | 0     | 0    |
| 1997 | Polska        | 0     | 0    |
| 1998 | Polska        | 6     | 0    |
| 1999 | Polska        | 9     | 0    |
| 2000 | Polska        | 2     | 0    |
| 2001 | Polska        | 3     | 0    |
| 2002 | Polska        | 1     | 0    |

| Występy w reprezentacji Polski | Występy w reprezentacji Polski | Występy w reprezentacji Polski | Występy w reprezentacji Polski | Występy w reprezentacji Polski | Występy w reprezentacji Polski | Występy w reprezentacji Polski | Występy w reprezentacji Polski |
| lp.                            | Data                           | Miejsce                        | Przeciwnik                     | Rezultat                       | Rozgrywki                      | Grał                           | Uwagi                          |
| ------------------------------ | ------------------------------ | ------------------------------ | ------------------------------ | ------------------------------ | ------------------------------ | ------------------------------ | ------------------------------ |
| 1.                             | 3 grudnia 1991                 | Kair                           | Egipt                          | 0-4                            | towarzyski                     | od 67'                         |                                |
| 2.                             | 5 grudnia 1991                 | Kair                           | Egipt                          | 0-0                            | towarzyski                     | 90'                            |                                |
| 3.                             | 9 grudnia 1991                 | Kuwejt                         | Kuwejt                         | 2-0                            | towarzyski                     | 90'                            |                                |
| 4.                             | 5 lipca 1992                   | Gwatemala                      | Gwatemala                      | 2-2                            | towarzyski                     | do 45'                         |                                |
| 5.                             | 18 listopada 1992              | Iława                          | Łotwa                          | 1-0                            | towarzyski                     | do 45'                         |                                |
| 6.                             | 29 listopada 1992              | Montevideo                     | Urugwaj                        | 1-0                            | towarzyski                     | 90'                            |                                |
| 7.                             | 1 lutego 1993                  | Nikozja                        | Cypr                           | 0-0                            | towarzyski                     | 90'                            |                                |
| 8.                             | 17 marca 1993                  | Ribeirão Preto                 | Brazylia                       | 2-2                            | towarzyski                     | od 46'                         |                                |
| 9.                             | 31 marca 1993                  | Brzeszcze                      | Litwa                          | 1-1                            | towarzyski                     | do 45'                         |                                |
| 10.                            | 13 kwietnia 1993               | Radom                          | Finlandia                      | 2-1                            | towarzyski                     | od 46'                         |                                |
| 11.                            | 19 maja 1993                   | Serravalle                     | San Marino                     | 3-0                            | el. MŚ 1994                    | 90'                            |                                |
| 12.                            | 27 października 1993           | Stambuł                        | Turcja                         | 1-2                            | el. MŚ 1994                    | 90'                            |                                |
| 13.                            | 17 listopada 1993              | Poznań                         | Holandia                       | 1-3                            | el. MŚ 1994                    | 90'                            |                                |
| 14.                            | 25 lutego 1998                 | Ramat Gan                      | Izrael                         | 0-2                            | towarzyski                     | do 45'                         |                                |
| 15.                            | 25 marca 1998                  | Warszawa                       | Słowenia                       | 2-0                            | towarzyski                     | 90'                            |                                |
| 16.                            | 22 kwietnia 1998               | Osijek                         | Chorwacja                      | 1-4                            | towarzyski                     | 90'                            |                                |
| 17.                            | 27 maja 1998                   | Chorzów                        | Rosja                          | 3-1                            | towarzyski                     | do 45'                         |                                |
| 18.                            | 18 sierpnia 1998               | Kraków                         | Izrael                         | 2-0                            | towarzyski                     | od 46'                         |                                |
| 19.                            | 10 października 1998           | Warszawa                       | Luksemburg                     | 3-0                            | el. Euro 2000                  | 90'                            |                                |
| 20.                            | 3 lutego 1999                  | Ta’ Qali                       | Malta                          | 1-0                            | towarzyski                     | do 45'                         |                                |
| 21.                            | 3 marca 1999                   | Warszawa                       | Armenia                        | 1-0                            | towarzyski                     | do 45'                         |                                |
| 22.                            | 27 marca 1999                  | Londyn                         | Anglia                         | 1-3                            | el. Euro 2000                  | 90'                            |                                |
| 23.                            | 28 kwietnia 1999               | Warszawa                       | Czechy                         | 2-1                            | towarzyski                     | 90'                            |                                |
| 24.                            | 4 czerwca 1999                 | Warszawa                       | Bułgaria                       | 2-0                            | el. Euro 2000                  | 90'                            |                                |
| 25.                            | 9 czerwca 1999                 | Luksemburg                     | Luksemburg                     | 3-2                            | el. Euro 2000                  | 90'                            |                                |
| 26.                            | 18 sierpnia 1999               | Warszawa                       | Hiszpania                      | 1-2                            | towarzyski                     | do 53'                         |                                |
| 27.                            | 8 września 1999                | Warszawa                       | Anglia                         | 0-0                            | el. Euro 2000                  | 90'                            | Żółta kartka                   |
| 28.                            | 9 października 1999            | Solna                          | Szwecja                        | 0-2                            | el. Euro 2000                  | 90'                            |                                |
| 29.                            | 26 kwietnia 2000               | Poznań                         | Finlandia                      | 0-0                            | towarzyski                     | 90'                            |                                |
| 30.                            | 15 listopada 2000              | Warszawa                       | Islandia                       | 1-0                            | towarzyski                     | do 85'                         |                                |
| 31.                            | 28 lutego 2001                 | Larnaka                        | Szwajcaria                     | 4-0                            | towarzyski                     | od 46'                         |                                |
| 32.                            | 24 marca 2001                  | Oslo                           | Norwegia                       | 3-2                            | el. MŚ 2002                    | do 65'                         |                                |
| 33.                            | 14 listopada 2001              | Poznań                         | Kamerun                        | 0-0                            | towarzyski                     | od 46'                         |                                |
| 34.                            | 18 maja 2002                   | Warszawa                       | Estonia                        | 1-0                            | towarzyski                     | od 46'                         |                                |

## Kariera trenerska
Po zakończeniu kariery w 2003 roku pracował przez 9 lat jako trener bramkarzy w 1. FC Nürnberg (2005–2014). W 2006 roku przyjął propozycję Władysława Żmudy i został szkoleniowcem bramkarzy młodzieżowej reprezentacji Polski.

## Działalność sportowa
W latach 2016–2018 był dyrektorem sportowym w Śląsku Wrocław. Od 16 lutego do 8 grudnia 2023 roku pełnił funkcję prezesa Górnika Zabrze.

## Życie prywatne
Ma żonę Elżbietę oraz dwie córki: Aleksandrę i Natalię.